# Amsterdamse code
De 'Amsterdamse code' is een codering van Nederlandse gemeenten die is ontwikkeld ten behoeve van historisch onderzoek. De code is voor het eerst gepubliceerd in het Repertorium van Nederlandse gemeenten 1812-2006 van het NIWI. De naam van de code verwijst naar de vestigingsplaats van het NIWI.

## Achtergrond
Volgens de ontwikkelaars van de Amsterdamse code was het ten behoeve van (in het bijzonder diachroon) historisch onderzoek nodig om een codering te hebben die aan de volgende eisen voldeed:
1. iedere gemeente van 1812 tot en met heden heeft een eigen code;
2. zo lang als mogelijk heeft een gemeente zijn eigen code, ook al verandert de naam en/of het grondgebied door een toevoeging of kwijtraken van grondgebied;
3. buiten de toekenning aan de gemeente heeft een code geen andere betekenis;
4. het toekennen van een code geschiedt volgens een bepaalde logica;
5. op basis van de code is het mogelijk een codesysteem te ontwikkelen dat maximaal kan variëren.

Zij constateerden dat een dergelijke code nog niet bestond. Er waren weliswaar drie codesystemen voor de codering van Nederlandse gemeenten (de CBS-gemeentecode, de Wageningse code en de NIDI-code), maar deze voldeden alle drie niet aan de gestelde eisen. Zo waren bijvoorbeeld aan de gemeenten die hebben bestaan na 1812, maar die vóór 1830 zijn opgeheven geen CBS-gemeentecodes of Wageningse codes toegekend. En zowel in de Wageningse code als in de NIDI-code codeerden bepaalde cijfers de provincie, waardoor niet werd voldaan aan de tweede en derde vereiste, in het bijzonder bij gemeenten die in de loop van de tijd waren overgegaan van één provincie naar een andere.

## Vaststelling
De ontwikkelaars van het systeem stellen de coderingen voor de afzonderlijke gemeenten vast op basis van de volgende set regels:
1. Iedere gemeente in Nederland die in de periode van 1812 tot en met het heden bestaat of heeft bestaan krijgt een Amsterdamse code.
2. Buiten de toekenning aan de gemeente heeft een Amsterdamse code geen andere betekenis.
3. Iedere gemeentelijke entiteit in Nederland, dat wil zeggen een gebied in Nederland dat als rechtspositie de status van 'gemeente' heeft, krijgt een code.
4. Iedere entiteit die als gemeente wordt geadministreerd, maar niet als rechtspositie de status 'gemeente' heeft, wordt gezien als gemeentelijke entiteit en krijgt een code.
5. Tijdens het gehele bestaan van de gemeentelijke entiteit houdt ze de Amsterdamse code, ook al wordt de naam gedurende de bestaansperiode gewijzigd.
6. Wanneer een gemeentelijke entiteit een stuk grondgebied kwijtraakt, behoudt ze de eigen code.
7. Indien delen van een gemeentelijke entiteit afgesplitst worden om een zelfstandige gemeente te worden, houdt het deel dat de oude naam blijft voeren de code van de opgesplitste entiteit en indien geen van de delen de oude naam blijft voeren krijgt de entiteit met de meeste inwoners de code van de opgesplitste entiteit. De andere ontstane entiteiten krijgen een nieuwe code.
8. Indien een gemeentelijke entiteit wordt uitgebreid met een gebied en de naam van de entiteit hetzelfde blijft, houdt deze de eerdere code. Indien een gemeentelijke entiteit wordt uitgebreid met een gebied, maar de naam gewijzigd wordt, krijgt de samengevoegde entiteit de code van de entiteit die voor de samenvoeging de meeste inwoners had.
9. Indien een gemeentelijke entiteit eerder heeft bestaan met dezelfde naam krijgt deze de oude code behorende bij die naam, ondanks regels 7 en 8.

Als gevolg van het feit dat de laatste publicatie van de code stamt uit 2011 zijn er geen gepubliceerde codes beschikbaar voor de gemeenten die sinds die tijd zijn ontstaan, zoals Hollands Kroon, Schagen, Goeree-Overflakkee en Molenwaard, hoewel deze in principe wel zelf te bepalen zijn aan de hand van bovenstaande regels.

## Naamgeving
De naam Amsterdamse code is een hommage aan het NIWI, het Nederlands Instituut voor Wetenschappelijke Informatiediensten, dat in Amsterdam was gevestigd en in 2005 is opgeheven.

## Voorbeelden
| Amsterdamse code | Periode                   | Gemeentenaam  | CBS-code     | Bijzonderheden                                                                           |
| ---------------- | ------------------------- | ------------- | ------------ | ---------------------------------------------------------------------------------------- |
| 11390            | tot 01-01-1818            | Beekbergen    | -            |                                                                                          |
| 10243            | tot 01-01-1995            | Wissenkerke   | 0727 en 1253 | CBS-code 1253 gebruikt voor de foutieve spelling "Wissekerke"                            |
| 11351            | tot 01-01-1991            | Leimuiden     | 0549         | Viel tot 1 januari 1865 onder Noord-Holland, daarna onder Zuid-Holland                   |
| 10022            | 01-01-1812 tot 01-10-1816 | Joure         | -            |                                                                                          |
| 10022            | 01-10-1816 tot 01-01-1984 | Haskerland    | 0073         | Samenvoeging van Joure en de kleinere gemeente Haske                                     |
| 10022            | 01-01-1984 tot 01-03-1985 | Scharsterland | 0139         | Samenvoeging van Haskerland en de kleinere gemeente Doniawerstal                         |
| 10022            | vanaf 01-03-1985          | Skarsterlân   | 0051*        | Naamswijziging. NB: de CBS-code 051 is voorheen ook gebruikt voor de gemeente Wildervank |